# Daniel Xuereb
Daniel Xuereb (Gardanne, Francia, 22 de junio de 1959) es un exjugador y exentrenador de fútbol francés de ascendencia maltesa e italiana. En su etapa como jugador profesional se desempeñaba como delantero.

## Selección nacional
Fue internacional con la selección de Francia en 8 ocasiones y convirtió un gol. Ganó la medalla de oro olímpica en 1984 (siendo uno de los máximos goleadores) y obtuvo el tercer lugar en la Copa del Mundo de 1986.

### Participaciones en Copas del Mundo
| Mundial              | Sede   | Resultado    | Partidos | Goles |
| -------------------- | ------ | ------------ | -------- | ----- |
| Copa Mundial de 1986 | México | Tercer lugar | 1        | 0     |

### Participaciones en Juegos Olímpicos
| Olimpiada    | Sede        | Resultado | Partidos | Goles |
| ------------ | ----------- | --------- | -------- | ----- |
| JJOO de 1984 | Los Ángeles | Campeón   | 6        | 5     |

## Clubes

### Como jugador
| Club                  | País    | Año       |
| --------------------- | ------- | --------- |
| Olympique de Lyon     | Francia | 1977-1981 |
| RC Lens               | Francia | 1981-1986 |
| París Saint-Germain   | Francia | 1986-1989 |
| Montpellier HSC       | Francia | 1989-1991 |
| Olympique de Marsella | Francia | 1991-1992 |
| Sporting Toulon Var   | Francia | 1992-1993 |

### Como entrenador
| Club        | País    | Año       |
| ----------- | ------- | --------- |
| CA Digne    | Francia | 1993-1994 |
| USR Pertuis | Francia | 1994-1998 |
| AS Aix      | Francia | 2008-2009 |

## Palmarés

### Campeonatos nacionales
| Título          | Club                  | País    | Año  |
| --------------- | --------------------- | ------- | ---- |
| Copa de Francia | Montpellier HSC       | Francia | 1990 |
| Division 1      | Olympique de Marsella | Francia | 1992 |

### Copas internacionales
| Título           | Selección | Sede        | Año  |
| ---------------- | --------- | ----------- | ---- |
| Juegos Olímpicos | Francia   | Los Ángeles | 1984 |

### Distinciones individuales
| Distinción                                               | Año  |
| -------------------------------------------------------- | ---- |
| Máximo goleador del Torneo Olímpico de Fútbol (ex aequo) | 1984 |